# Kwon Eun-bi
Dans ce nom coréen, le nom de famille,  Kwon, précède le nom personnel.
Ne doit pas être confondu avec Kwon Eun-bin.
Kwon Eun-bi (hangeul : 권은비) née le 27 septembre 1995, est une chanteuse sud-coréenne principalement connue pour avoir été membre du groupe de filles nippo-sud-coréen Iz*One. Elle commence sa carrière solo en 2021 avec son premier mini-album intitulé Open.
De juillet 2023 à août 2024, Kwon Eun-bi est l'animatrice de sa propre émission de radio intitulée Kwon Eunbi's Young Street, diffusée sur SBS Power FM.

## Biographie
À l'âge de dix-sept ans, après avoir étudié en école de danse, Kwon Eun-bi est danseuse pour des groupes de filles tel que Secret et Girl's Day.
En juillet 2014, elle débute au sein du groupe Ye-A, formé par Kiroy Company, sous le nom de scène « Kazoo ». Sans aucune nouvelle activité après la sortie de leur single Up and Down, le groupe sera considéré comme dissous en 2015.
En 2018, Kwon Eun-bi est candidate de Produce 48 en tant que représentante de l'agence Woollim Entertainment qu’elle aura rejoint deux ans auparavant. Elle terminera septième au classement final, ce qui lui permettra de faire ses débuts dans le groupe Iz*One, le 29 octobre 2018. Peu de temps après, les membres la choisiront pour occuper le rôle de leader du groupe.
En février 2020, Kwon Eun-bi fait ses débuts en tant qu'autrice-compositrice en participant à la création du titre Spaceship, issu du premier album studio d'Iz*One : Bloom*Iz.
Le 15 juillet 2021, deux mois et demi après la dissolution d'Iz*One, il est annoncé qu’Eunbi rejoindra la plateforme interactive de K-pop UNIVERSE en tant qu’artiste solo. Deux jours plus tard, Eunbi dévoile via une interview avec Esquire Korea être en préparation de son premier album solo, officialisant ainsi ses débuts en solo. Le 5 août, il est annoncé que cet album devrait sortir à la fin du mois, faisant d'Eunbi la première ex-membre d'Iz*One à sortir un album depuis la fin du groupe. Le 24 août, le premier mini-album d’Eunbi intitulé Open est mis en vente avec pour titre principal Door, un titre basé sur l'électro-swing avec un jazz funky.
Fin décembre 2021,Kwon Eun-bi sort le titre I'll be your Energy en duo avec Juri du groupe Rocket Punch. Il s'agit de la première bande-son du jeux vidéo Epic Seven.
Le 4 avril 2022, Kwon Eun-bi sort son second mini-album Color porté par le titre Glitch. Plus tard, en juin de la même année, Eunbi intègre l'émission Great Seoul Invasion de Mnet en tant que mentor pour les groupes musicaux participants.
En 2023, Kwon Eun-bi remporte la première place de l'émission Girl's Re:verse et devient, en parallèle de sa carrière solo, membre du girl group virtuel Fe:verse, sous le nom de Muneo, personnage à qui elle prête sa voix.

## Discographie

### Mini-albums (EP)
| Année | Titre     | Détails                                                            | Classement | Ventes               |
| Année | Titre     | Détails                                                            | COR        | Ventes               |
| ----- | --------- | ------------------------------------------------------------------ | ---------- | -------------------- |
| 2021  | Open      | - Date de sortie : 24 août 2021 - Label : Woollim Entertainment    | 8          | COR : plus de 58 100 |
| 2022  | Color     | - Date de sortie : 4 avril 2022 - Label : Woollim Entertainment    | 4          | COR : plus de 57 900 |
| 2022  | Lethality | - Date de sortie : 12 octobre 2022 - Label : Woollim Entertainment | 13         | COR : plus de 46 100 |

### Single albums
| Année | Titre     | Détails                                                         | Classement | Ventes               |
| Année | Titre     | Détails                                                         | COR        | Ventes               |
| ----- | --------- | --------------------------------------------------------------- | ---------- | -------------------- |
| 2023  | The Flash | - Date de sortie : 2 août 2023 - Label : Woollim Entertainment  | 19         | COR : plus de 24 800 |
| 2024  | Sabotage  | - Date de sortie : 18 juin 2024 - Label : Woollim Entertainment | 19         | COR : plus de 11 700 |

### Singles
| Année                                                          | Titre                             | Classements | Classements | Album      |
| Année                                                          | Titre                             | COR         | USA World   | Album      |
| -------------------------------------------------------------- | --------------------------------- | ----------- | ----------- | ---------- |
| 2021                                                           | Door                              | —           | 3           | Open       |
| 2022                                                           | Mirror                            | —           | —           | Hors album |
| 2022                                                           | Esper                             | —           | —           | Hors album |
| 2022                                                           | Glitch                            | —           | —           | Color      |
| 2022                                                           | Underwater                        | 78          | —           | Lethality  |
| 2023                                                           | The Flash                         | —           | —           | The Flash  |
| 2023                                                           | Like Heaven (feat. Paul Blanco)   | —           | —           | Hors album |
| 2024                                                           | Sabotage                          | —           | —           | Sabotage   |
| 2024                                                           | Please Summer! (여름아 부탁해)    | 135         | —           | Hors album |
| 2025                                                           | Snowfall (feat. Coogie) (눈이 와) | —           | —           | Hors album |
| 2025                                                           | Hello Stranger                    | —           | —           | Hors album |
| "—" indique que le titre ne s'est pas classé dans cette région |                                   |             |             |            |

### Crédits musicaux
| Année | Titre                        | Artiste      | Album         | Paroles | Musique |
| ----- | ---------------------------- | ------------ | ------------- | ------- | ------- |
| 2020  | Spaceship                    | Iz*One       | Bloom*Iz      | ✔️      | ✔️      |
| 2020  | With*One                     | Iz*One       | Oneiric Diary | ✔️      | ✔️      |
| 2021  | Parallel Universe (평행우주) | Iz*One       | Hors album    | ✔️      | ✔️      |
| 2021  | Let's Dance                  | Rocket Punch | Bubble Up !   | ❌      | ✔️      |
| 2021  | Door                         | Kwon Eun-bi  | Open          | ✔️      | ❌      |
| 2021  | Rain (비오는길)              | Kwon Eun-bi  | Open          | ✔️      | ✔️      |
| 2022  | Mirror                       | Kwon Eun-bi  | Hors album    | ✔️      | ✔️      |
| 2022  | Off                          | Kwon Eun-bi  | Color         | ❌      | ✔️      |
| 2022  | Hi                           | Kwon Eun-bi  | Lethality     | ✔️      | ✔️      |
| 2023  | Beautiful Night              | Kwon Eun-bi  | The Flash     | ✔️      | ❌      |
| 2025  | Snowfall (feat. Coogie)      | Kwon Eun-bi  | Hors album    | ✔️      | ✔️      |

## Concerts
| Date(s)                | Nom                                    | Lieu                                  | Réf.   |
| ---------------------- | -------------------------------------- | ------------------------------------- | ------ |
| 18 et 19 juin 2022     | Kwon Eun-bi 1st Concert : Secret Doors | Sejong University Daeyang Hall, Séoul | [ 26 ] |
| 17 et 18 décembre 2022 | Kwon Eun-bi 2nd Concert : Next Door    | COEX ShinhanCard Artium, Séoul        | [ 27 ] |
| 7 et 8 octobre 2023    | Kwon Eun-bi 3rd Concert : Queen        | Blue Square Mastercard Hall, Séoul    | [ 28 ] |

## Filmographie

### Film
| Année | Titre                                                                                                  | Rôle         | Note(s)         | Réf.   |
| ----- | --- | ------------ | --------------- | ------ |
| 2024  | Stolen Identity: The Last Hacker (スマホを落としただけなのに ～最終章～ ファイナル ハッキング ゲーム ) | Choi Soo-min | Rôle de soutien | [ 29 ] |

## Émissions

### Émissions télévisées
| Année(s) | Titre                         | Titre original                 | Chaîne                  | Rôle              | Réf.   |
| -------- | ----------------------------- | ------------------------------ | ----------------------- | ----------------- | ------ |
| 2018     | Produce 48                    | 프로듀스 48                    | Mnet                    | Participante      | [ 30 ] |
| 2019     | Respect Your Style, Real Life | 취향존중 리얼라이프 - 취존생활 | JTBC                    | Animatrice        | [ 31 ] |
| 2021     | Follow Me - Truth of Taste    | 팔로우미 - 취향에 진심         | FashionN / U+ Idol Live | Animatrice        | [ 32 ] |
| 2022     | Great Seoul Invasion          | 그레이트 서울 인베이전         | Mnet                    | Mentor            | [ 33 ] |
| 2023     | Alumni Lovers                 | 솔로동창회 학연                | MBC                     | Animatrice        | [ 34 ] |
| 2024     | I Did Lifetime Best Today     | 나 오늘 라베했어               | MBC Every 1             | Membre du casting | [ 35 ] |
| 2024     | Starlight Boys                | 스타라이트 보이즈              | SBS                     | Mentor            | [ 36 ] |
| 2025     | Undercover                    | 언더커버                       | ENA                     | Juge              | [ 37 ] |

### Émissions web
| Année(s)  | Titre                               | Titre original          | Plateforme   | Note(s)                            | Réf.   |
| --------- | ----------------------------------- | ----------------------- | ------------ | ---------------------------------- | ------ |
| 2022      | Bimil:ier - SunNumBi                | 비밀:리에 - 선넘비      | YouTube      | Documentaire                       | [ 38 ] |
| 2022      | Kwon Eunbi's Mubeat Live            | 권은비의 뮤빗라이브     | Mubeat       | Animatrice                         | [ 39 ] |
| 2022      | Adola Travel Agency : Cheating Trip | 아돌라여행사 : 칫힝트립 | U+ Idol Live | Membre du casting (saisons 2 et 3) | [ 40 ] |
| 2022—2023 | Why Not                             | 와이낫 크루             | YouTube      | Membre du casting                  | [ 41 ] |
| 2022      | Healing Manual Season 2             | 힐링매뉴얼 시즌 2       | YouTube      | Membre du casting                  |        |
| 2023      | Girl's Re:verse                     | 소녀 리버스             | KakaoPage    | Participante                       | [ 16 ] |
| 2023      | Line-crossing Maebjjiri             | 선 넘는 맵찔이          | YouTube      | Animatrice                         | [ 42 ] |
| 2024      | Zombieverse 2: New Blood            | 좀비버스 2: 뉴 블러드   | Netflix      | Membre du casting                  | [ 43 ] |
| 2025      | NangJungSoon Band                   | 낭정순 밴드             | YouTube      | Membre du casting                  | [ 44 ] |

## Autres

### Émission de radio
| Date                   | Titre                     | Chaine       | Rôle            | Réf.   |
| ---------------------- | ------------------------- | ------------ | --------------- | ------ |
| Juillet 2023–Août 2024 | Kwon Eunbi's Young Street | SBS Power FM | Animatrice / DJ | [ 45 ] |

### Théâtre
| Année | Titre        | Titre original | Rôle      | Note(s)        | Réf.   |
| ----- | ------------ | -------------- | --------- | -------------- | ------ |
| 2022  | Midnight Sun | 태양의 노래    | Seo Heana | Rôle principal | [ 46 ] |

## Récompenses et nominations
| Année | Cérémonie               | Catégorie                             | Résultat   | Réf.   |
| ----- | ----------------------- | ------------------------------------- | ---------- | ------ |
| 2021  | Asia Artist Awards      | Emotive Award - Singer                | Lauréat    | [ 47 ] |
| 2021  | Asia Artist Awards      | Popularity Award - Female Solo Singer | Nomination | [ 47 ] |
| 2021  | Mnet Asian Music Awards | Best New Female Artist                | Nomination | [ 48 ] |
| 2021  | Mnet Asian Music Awards | Artist of the Year                    | Nomination | [ 49 ] |
| 2022  | Golden Disk Awards      | Rookie Artist of the Year             | Nomination | [ 50 ] |
| 2022  | Seoul Music Awards      | Rookie award                          | Nomination | [ 51 ] |
| 2022  | Seoul Music Awards      | K-wave Special Award                  | Nomination | [ 51 ] |